# Pozuzo (distrito)
Pozuzo é um distrito do Peru, departamento de Pasco, localizada na província de Oxapampa.
A língua yanesha' é falada no distrito.

## Transporte
O distrito de Pozuzo é servido pela seguinte rodovia:
- PE-18D, que liga o distrito à cidade de San Rafael (Região de Huánuco)
- PE-5NA, que liga a cidade de Yuyapichis (Região de Huánuco) ao distrito de San Luis de Shuaro (Região de Junín) [3][4][5]